# Pachyolpium irmgardae
Pachyolpium irmgardae är en spindeldjursart som beskrevs av Volker Mahnert 1979. Pachyolpium irmgardae ingår i släktet Pachyolpium och familjen Olpiidae. Inga underarter finns listade i Catalogue of Life.